# La Vergne, Charente-Maritime

La Vergne este o comună în departamentul Charente-Maritime, Franța. În 1 ianuarie 2022 avea o populație de 610 de locuitori.